# Алексеев, Виктор Иванович (государственный деятель)
Виктор Иванович Алексеев — советский государственный и политический деятель, председатель Камчатского областного исполнительного комитета.

## Биография
Родился в 1913 году в Уральске. Член ВКП(б) с 1941 года.
С 1935 года — на общественной и политической работе. В 1935—1979 гг. — работник Западно-Казахстанской областной конторы, Казахской республиканской конторы, главный бухгалтер Хабаровской краевой конторы Государственного Банка СССР, председатель Исполнительного комитета Кировского районного Совета, 1-й секретарь Центрального районного комитета ВКП(б) города Хабаровска,
секретарь Хабаровского городского комитета ВКП(б), 2-й секретарь Камчатского областного комитета КПСС, председатель Исполнительного комитета Камчатского областного Совета.
Избирался депутатом Верховного Совета РСФСР 8-го, 9-го созывов.
Умер в Майкопе в 1998 году.